# توماس تمبل
توماس تمبل هو سياسي كندي، ولد في 4 نوفمبر 1818، وتوفي في 25 أغسطس 1899. نشط حزبياً في حزب كندا المحافظ. وقد انتخب عضو مجلس الشيوخ الكندي ‏ وانتخب عضو مجلس العموم الكندي.